# Sokol Pražský

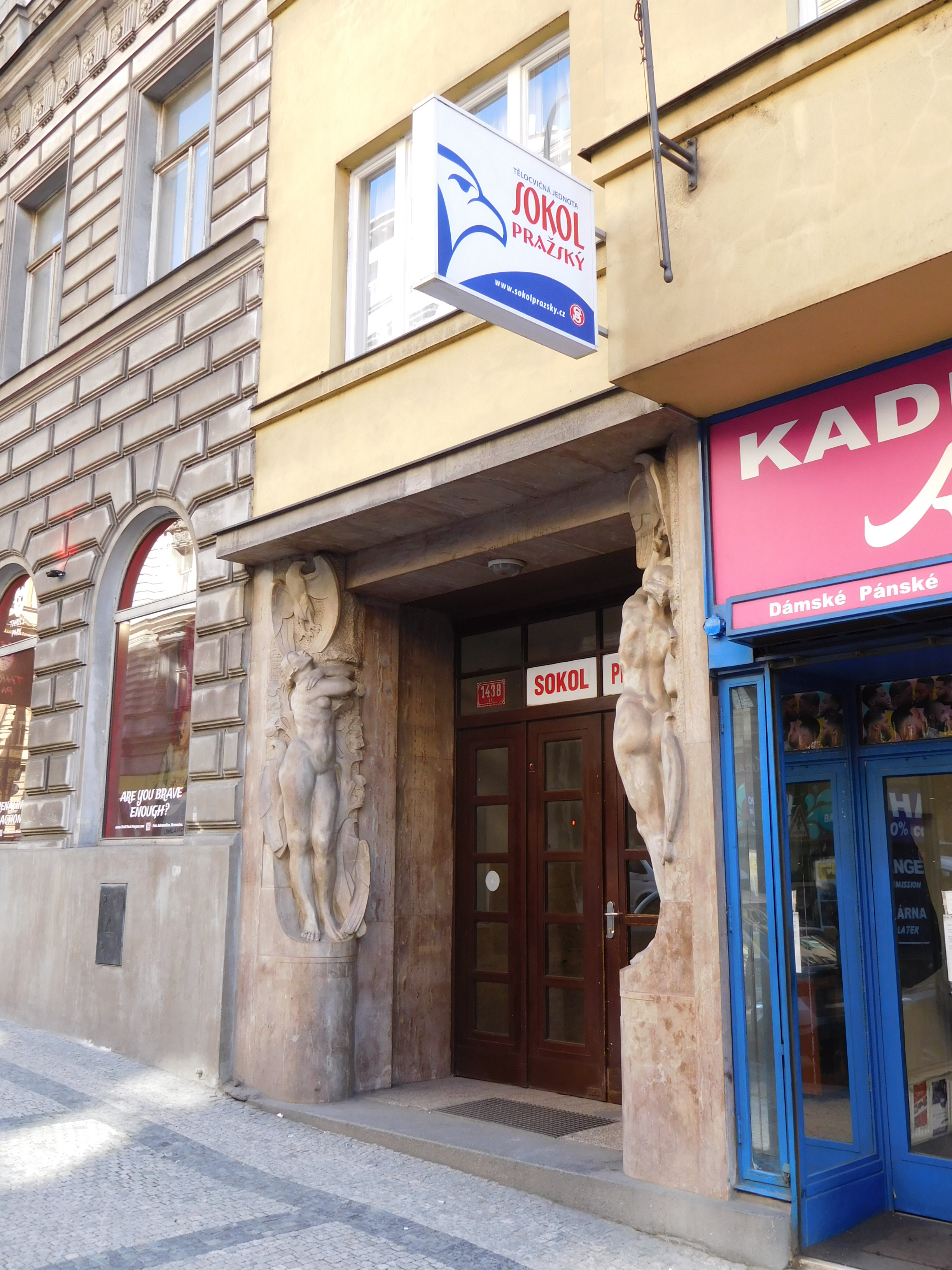
Sídlo Sokola Pražského v Žitné 42

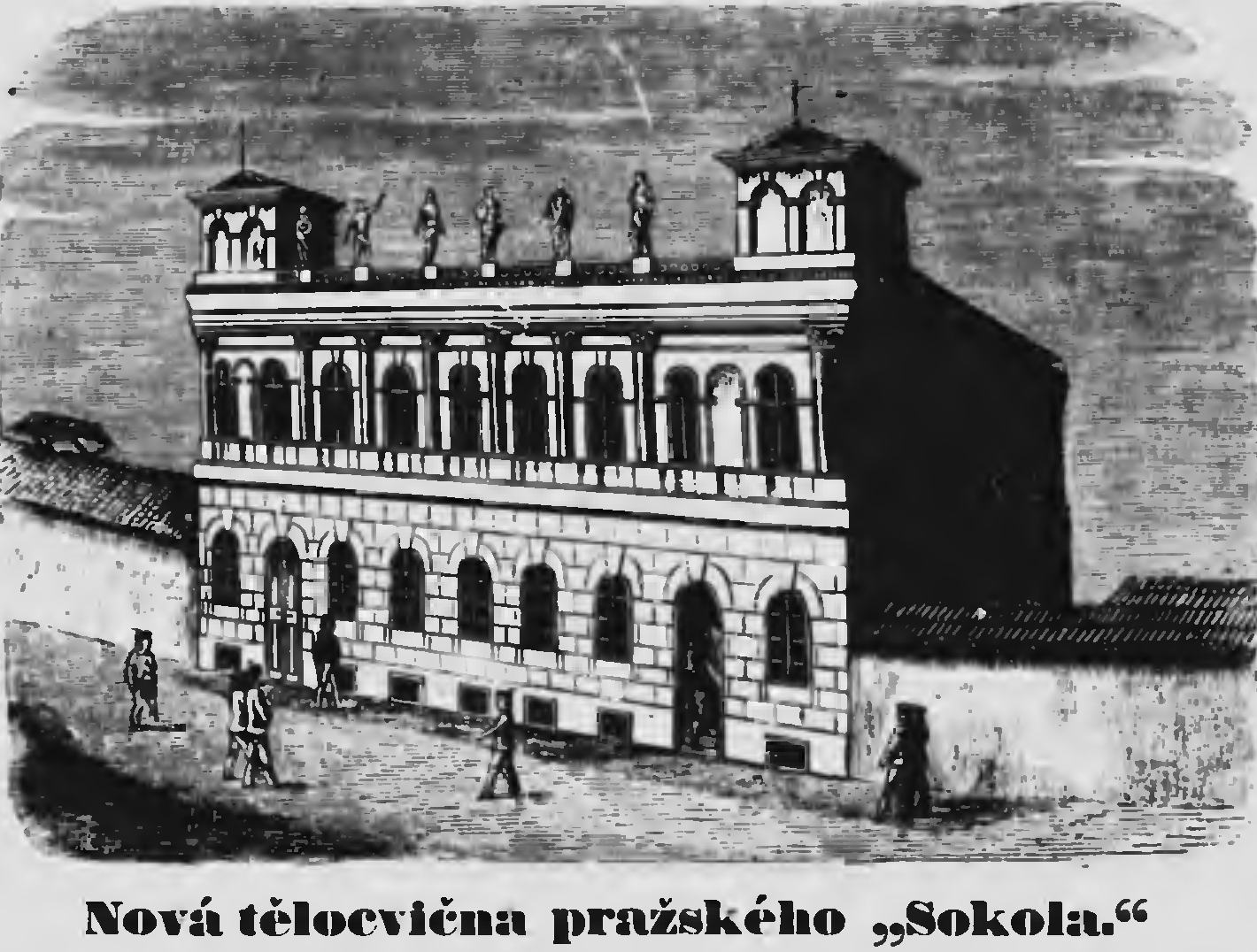
Budova Sokola Pražského, vyobrazení z roku 1864

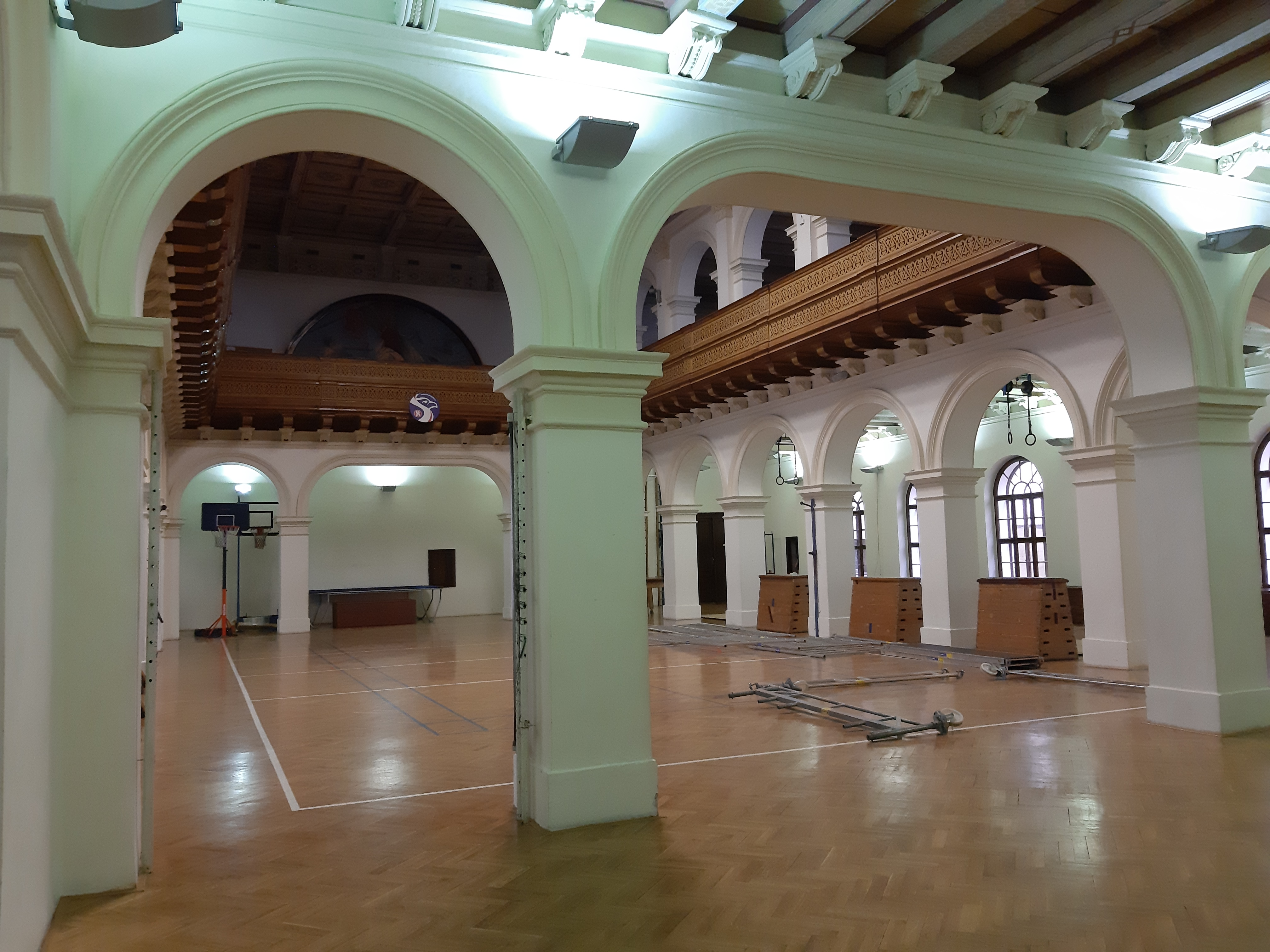
Sokol Pražský, velký sál

Sokol Pražský je se svou více než 150letou historií nejstarší sokolská jednota v českých zemích. Právě zde se zformoval tělocvičný spolek Sokol. Jednota aktivně působí v Praze 2 dodnes.

## Historie
Dne 16. února 1862 byla v Praze založena Tělocvičná jednota Pražská, později nazvaná Sokol Pražský.  Jejím prvním starostou byl zvolen JUDr. Jindřich Fügner a prvním náčelníkem PhDr. Miroslav Tyrš. O rok později začali sportovci stavět budovu vlastní sokolovny a 9. prosince 1864 zde začali cvičit. Téhož roku získali od Josefa Mánesa svůj první sokolský prapor a přijali první stanovy s názvem spolku. (Do stanov Sokola se promítlo i Tyršovo vlastenecké a demokratické smýšlení.)
V roce 1865 uspořádali poprvé Šibřinky, roku 1889 se zúčastnili ustavujícího sjezdu České obce sokolské (ČOS) a poté všesokolských sletů. Právě na prvním sletu, resp. na Jubilejní slavnosti Sokola Pražského v roce 1882 předložil Miroslav Tyrš cvičitelskému sboru základní sokolský dokument Základové tělocviku, později nazývaný Tyršova soustava.

## Budova v Žitné ulici
Budova Sokola Pražského v Žitné ulici 42 byla uvedena do provozu v roce 1864. Autorem projektu byl architekt Vojtěch Ignác Ullmann.

## Současnost
- V jednotě jsou dnes provozovány různé sporty – gymnastika, aerobic, basketbal (viz článek), jóga a kanoistika.
- Úřední adresa: Žitná 1438/42, 120 00 Praha 2-Nové Město.